# Traditio Legis

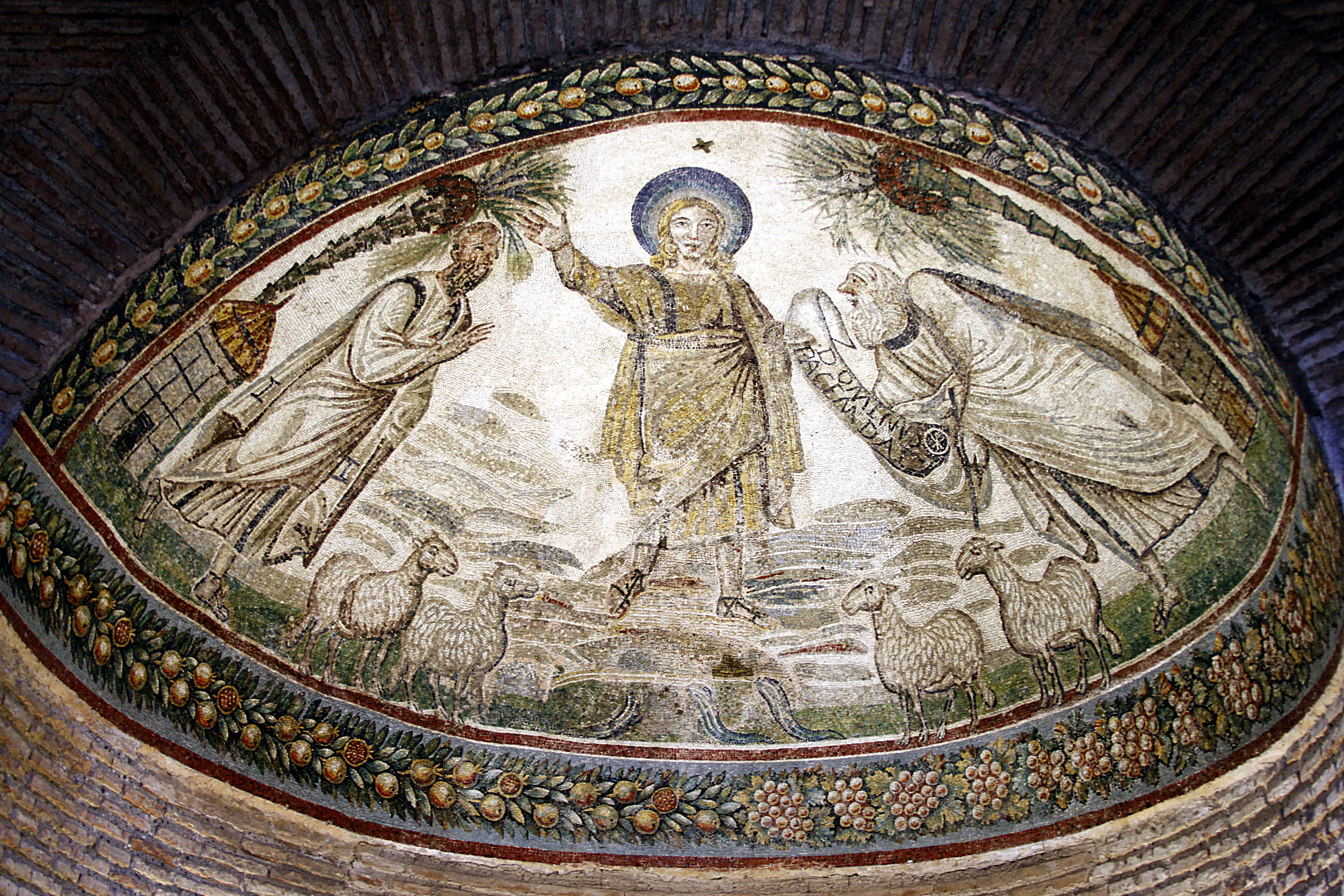
Traditio Legis – mozaika z absydy mauzoleum Konstancji w Rzymie (IV w.)

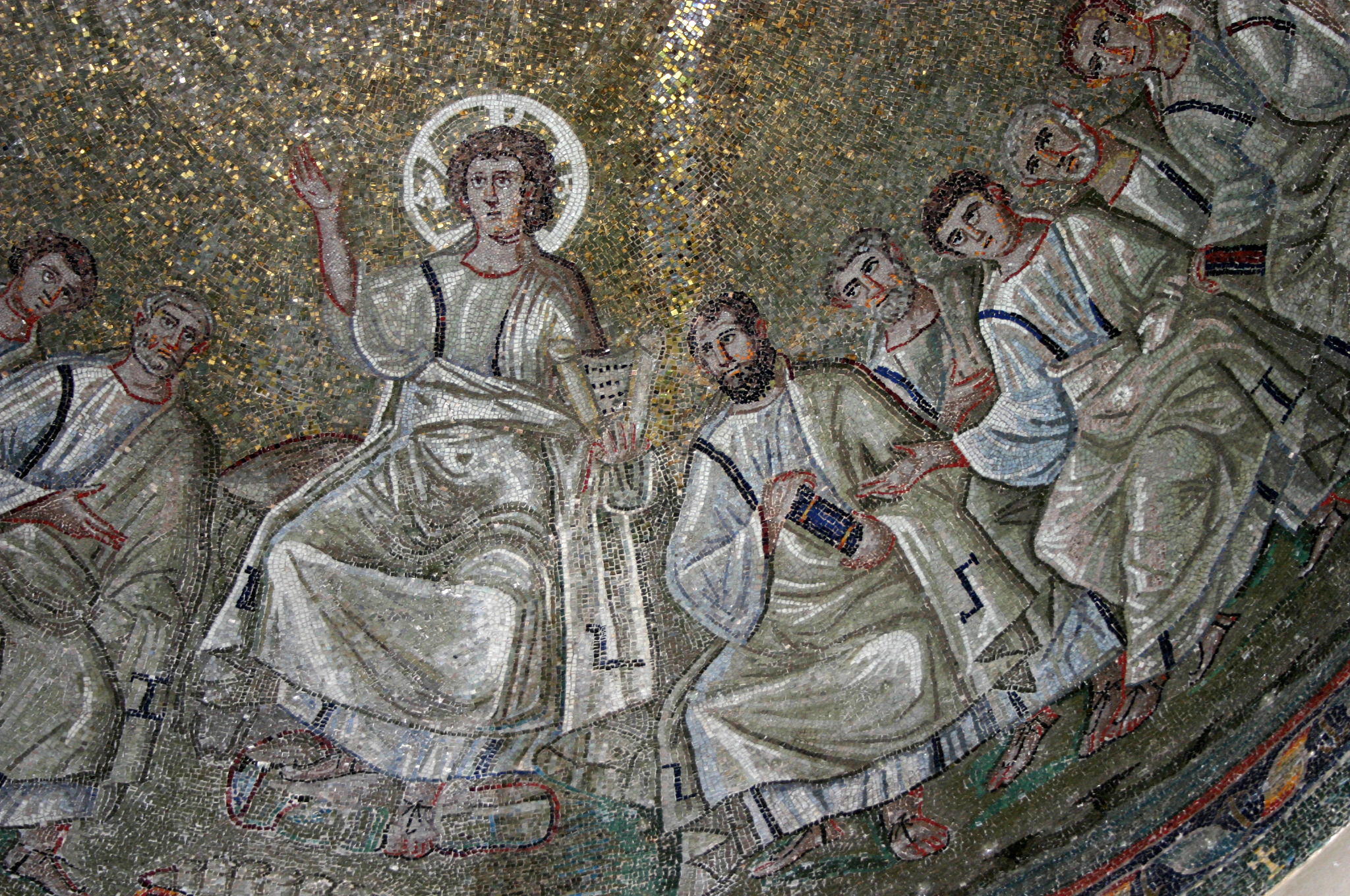
Traditio Legis – fragment mozaiki, pierwotnie znajdującej się w mauzoleum cesarskim, obecnie w kaplicy Cappella di sant'Aquilino przy bazylice San Lorenzo Maggiore w Mediolanie (IV w.)

Traditio Legis − w sztukach plastycznych przedstawienie Jezusa Chrystusa, znajdującego się między św. Piotrem i Pawłem i przekazującego Piotrowi prawo prymatu pod postacią zwoju.
Nazwa motywu zaczerpnięta została z napisu DOMINUM LEGEM DAT, który umieszczony został na zwoju, trzymanym przez Chrystusa na mozaice w Baptysterium św. Jana in Fonte w Neapolu.
Temat ten powstał w sztuce wczesnochrześcijańskiej w oparciu o podobny motyw ze sztuki cesarskiej, w której istniało wyobrażenie cesarza wręczającego dygnitarzowi dekret nominacyjny. Traditio Legis najpierw pojawiło się w malarstwie monumentalnym (do którego zalicza się także mozaiki), a następnie na sarkofagach.
Najstarszym z zachowanych przykładów jest mozaika z absydy mauzoleum Konstancji w Rzymie (IV wiek). Na mozaice tej Chrystus w aureoli w triumfalnym geście przekazuje Piotrowi – swojemu następcy na ziemi – zwój z napisem Dominus Pacem dat (zdanie to zostało błędnie zrekonstruowane i zamiast Pacem – pokój powinno być Legem – prawo). Motyw ten znajdował się również w apsydzie starożytnej bazyliki św. Piotra na Watykanie.
Przedstawienie Traditio Legis podkreśla pochodzenie bezpośrednio od Boga władzy Piotra, a dalej także i następujących po nim biskupów.